# Klimastrejke
Klimastrejke (på engelsk kendt som: School strike for climate, Fridays for Future, Youth for Climate eller Youth Strike 4 Climate, på tysk også kendt som: Klimastreik) er en international bevægelse blandt skoleelever og studerende, som typisk på fredage bliver væk fra skole for at demonstrere for øget handling over for global opvarmning og grøn omstilling. Bevægelsen blev startet af den svenske skoleelev Greta Thunberg, som gennem flere dage i august 2018 stod opstillet foran den svenske Riksdag med et skilt med teksten "Skolstrejk för klimatet". Hurtigt spredte initiativet sig til andre lande, og i begyndelsen af 2019 fandtes fx i Tyskland 155 lokalgrupper, som 15. februar var med til at organisere demonstrationer 35 forskellige steder med 26.000 deltagere.
Den 15. marts 2019 nåede strejkerne et foreløbigt højdepunkt, med anslået 1,4 mio. strejkende skoleelever og studerende i mere end 2.000 byer i over 100 lande over hele verden: Stockholm 15-20 tusinde, Melbourne 30 tusinde, Berlin 20 tusinde, München 8 tusind, foruden Paris, London, Washington DC, Reykavik, Oslo, Helsinki, København, Tokyo, og mange andre steder.

## Historie
Det mærkelige er, at alle er enige om hvad der skal gøres. Men politikerne gør ikke noget.
Efter en sommer med hedebølge og skovbrande besluttede Greta Thunberg, som da gik i 9. klasse, den 20. august 2018 at blive væk fra skole indtil det svenske rigsdagsvalg den 9. september. Hun var inspireret af elever fra en high school i Florida, som havde gennemført en demonstration mod den amerikanske våbenlovgivning efter et skoleskyderi. Greta forlangte, at den svenske regering skulle følge Paris-aftalens mål om CO2-reduktion, og hun protesterede ved hver dag i skoletiden at stå uden for Riksdagen med et skilt med ordene Skolstrejk för klimatet (skolestrejke for klimaet). To dage før valgte meddelte hun, at hun ville fortsætte med at skolestrejke hver fredag, indtil Sverige tilsluttede sig Paris-aftalen. Hun fandt på sloganet FridaysForFuture, som vandt genklang blandt skoleelever verden over, som begyndte at organisere lignende strejker.
| Land            | Byer                                                                      | Dato               | Deltagere                                  | Bemærkninger |
| --------------- | ------------------------------------------------------------------------- | ------------------ | ------------------------------------------ | --- |
| Sverige         | Stockholm                                                                 | 20. august 2018    | 1                                          | Dagligt frem til 9 september 2018, derefter hver fredag, startet af Greta Thunberg |
| Nederlandene    | Haag                                                                      | 4. september 2018  | 1-5                                        | 1-5 deltagere dagligt indtil 21 september 2018 foran Tweede Kamer |
| Tyskland        | Berlin                                                                    | 14. september 2018 |                                            | Foran Rigsdagsbygningen i Berlin hver fredag lige siden, på initiativ af kulturleder og aktivist Barbara Fischer                                                                                              |
| Nederlandene    | Zeist                                                                     | 21. september 2018 | 1                                          | 10-årige Lilly Platt strejkede sammen med Thunberg og kritiserede den australske premierminister. |
| Canada          | Sudbury, Ontario                                                          | 2. november 2018   | 1                                          | Sophia Mathur fra 6. klasse startede ugentlige strejker |
| Australien      | flere                                                                     | 28. november 2018  | 1700                                       | 200 demonstrerede uden for parlamentet i Canberra. Australian Senate gav dagen før sin støtte til demonstrationen                                                                                             |
| Australien      | 30 steder                                                                 | 30. november 2018  | 15000                                      | Demonstration under navnet 'Strike for Climate Action' |
| Canada          | Vancouver                                                                 | 7. december 2018   | 50                                         | [ 20 ] |
| Storbritannien  | London                                                                    | 7. december 2018   | 12                                         | [ 21 ] |
| Tyskland        | Berlin, Göttingen, Hamburg, Kiel, Köln                                    | 14. december 2018  |                                            | Dusinvis af deltagere i Hamborg, 150 elever i Berlin, et ukendt antal i andre byer demonstrerede under navnet Fridays for Future: Klimastreik                                                                 |
| Schweiz         | Zurich                                                                    | 14. december 2018  | 500                                        | [ 23 ] |
| USA             | New York                                                                  | 14. december 2018  | 1                                          | Studerende Alexandria Villasenor starter ugentlige fredagsblokader ved FN-bygningen |
| Schweiz         | Basel, Bern, St. Gallen, Zürich                                           | 21. december 2018  | 4000                                       | På tysk under navnet Klimastreik og på fransk grève du climat |
| Storbritannien  | Corsham                                                                   | 21. december 2018  | 4                                          | Ellida Dilley var inspireret af Greta Thunberg |
| USA             | Denver og New York                                                        | 4. januar 2019     | 3                                          | Haven Coleman startede på fredagsprotester i Denver, mens Zayne Cowie fortsatte ved New Yorks rådhus og Villasenor ved FN-bygningen                                                                           |
| Belgien         | Bruxelles                                                                 | 10. januar 2019    | 3000                                       | Den belgiske bevægelse 'Youth for Climate' starter torsdagsstrejker |
| Finland         | Helsinki                                                                  | 11. januar 2019    |                                            | Hundredvis af deltagere til Ilmastolakko / Klimatstrejk |
| Canada          | Waterloo                                                                  | 11. januar 2019    | 30                                         | Første 'Fridays for Future' strejke i Waterloo |
| Storbritannien  | Fort William                                                              | 11. januar 2019    | 1                                          | 13-årige Holly Gillibrand er også aktiv i Extinction Rebellion bevægelsen |
| Irland          | Cork                                                                      | 11. januar 2019    | 1                                          | Det startede i begyndelsen af januar med studerende Saoi O'Connor, og siden er flere og flere kommet til |
| Belgien         | Bruxelles og Antwerpen                                                    | 17. januar 2019    | 12750                                      | [ 38 ] [ 39 ] [ 40 ] [ 41 ] |
| Schweiz         | 15 steder                                                                 | 18. januar 2019    | 22000                                      | Nobelprismodtager Jacques Dubochet deltog i demonstrationen i Lausanne |
| Tyskland        | 50 steder                                                                 | 18. januar 2019    | 25000                                      | Fridays for Future Germany |
| Belgien         | Bruxelles                                                                 | 24. januar 2019    | 35000                                      | Demonstration foran Europaparlamentet |
| Schweiz         | Davos                                                                     | 25. januar 2019    | 30                                         | Med Greta Thunberg, som var inviteret World Economic Forum |
| Tyskland        | Berlin                                                                    | 25. januar 2019    | 10000                                      | Fridays for Future Germany |
| Belgien         | Liège, Brussels, Leuven, Charleroi, Chimay, Tournai                       | 31. januar 2019    | 33000                                      | Bystyret i Liège støttede op og gav eleverne lov til at deltage |
| Tyskland        | 25 steder                                                                 | 1. februar 2019    | 12000                                      | Fridays for Future Germany |
| Schweiz         | 13 steder                                                                 | 2. februar 2019    | 65000                                      | Demonstration på en lørdag, organiseret af 'Klimastreik'-bevægelsen |
| Nederlandene    | Haag, Groningen                                                           | 7. februar 2019    | 10000-30000                                | [ 60 ] [ 61 ] |
| Belgien         | Leuven, Brussels, Arlon, Antwerpen, Kortrijk, Hasselt, Herve, Mons, Liège | 7. februar 2019    | 20000                                      | [ 62 ] |
| Tyskland        | 50 steder                                                                 | 8. februar 2019    | 21000                                      | 1000 elever i Flensborg (ledet af 18-årige Jakob Blasel), 1000 elever i Regensburg, 1500 i Passau, 200 i Landau, 1300 i Garmisch-Partenkirchen, 130 i Halle, etc.                                             |
| Østrig          | Salzburg                                                                  | 8. februar 2019    | 100                                        | [ 68 ] |
| Frankrig        | Nantes                                                                    | 8. februar 2019    | 150                                        | Første klimastrejke i Frankrig |
| Irland          | Dublin                                                                    | 13. februar 2019   | 400                                        | Organiseret af 6-klasses elever fra Donabate Portrane Educate Together |
| Nederlandene    | Mange byer                                                                | 14. februar 2019   | 100-500                                    | 100-500 deltagere, både fra gymnasier og universiteter; gentages hver uge i Amsterdam, Nijmegen og Groningen                                                                                                  |
| Belgien         | Bruxelles                                                                 | 14. februar 2019   | 11000                                      | [ 74 ] |
| Frankrig        | Paris                                                                     | 15. februar 2019   | 1000                                       | Første klimastrejke i Paris |
| Tyskland        | mere end 35 steder                                                        | 15. februar 2019   | 26000                                      | [ 77 ] |
| Italien         | Bolzano                                                                   | 15. februar 2019   | 4000                                       | [ 78 ] |
| Storbritannien  | 60 steder                                                                 | 15. februar 2019   | 15000                                      | Ledet af Youth Strike 4 Climate |
| USA             | Denver, CO, Tisbury MA, New York                                          | 15. februar 2019   | 9                                          | I New York fik Villasenor før første gang selskab af andre demonstranter foran FN-bygningen; i Denver fortsatte Coleman på egen hånd; i Tisbury demonstrerede brødrene Runar Finn på 11 og Odin Robinson på 9 |
| Belgien         | Bruxelles, Gent, Genk, Turnhout                                           | 21. februar 2019   | 15500                                      | Greta Thunberg deltog i Bruxelles, efter at have talt for EU. |
| Irland          | Dublin, Cork og Maynooth                                                  | 22. februar 2019   | 100                                        | Fortsatte ugentlige strejker med ca. 100 deltagere, med Dáil Éireann |
| Belgien         | Antwerpen, Huy, Bruxelles, Mechelen, Dinant, Liège                        | 28. februar 2019   | 12500                                      | Greta Thunberg deltog i strejken i Antwerpen |
| Norge           | Mange                                                                     | 1. marts 2019      |                                            | Tusindvis deltog i Norges første store klimastrejke |
| Canada          | Sudbury, Ontario                                                          | 1. marts 2019      | 12                                         | De strejkende får støtte fra 80 ansatte ved Laurentian University |
| Belgien         | Louvain-La-Neuve, Antwerpen, Mechelen                                     | 7. marts 2019      | 4200                                       | Mellem 3900 og 4200 deltog i Louvain-la-Neuve og 250 i Antwerpen.[kilde mangler] |
| Nederlandene    | Amsterdam                                                                 | 14. marts 2019     | 6000                                       | [ 88 ] [ 89 ] |
| New Zealand     | Auckland, Wellington, Christchurch, Dunedin, m.fl.                        | 15. marts 2019     | Flere tusinde, bl.a. 2.000 ved parlamentet | De strejkende får bl.a. støtte fra premierminister Jacinda Ardern |
| New Zealand     | Christchurch                                                              | 15. marts 2019     | tusindvis                                  | Demonstration på domkirkepladsen blev afbrudt efter moskéangrebet |
| Australien      | over hele landet                                                          | 15. marts 2019     | 150000                                     | Anslået 20000 studerende i Sydney |
| Kina            | Hong Kong                                                                 | 15. marts 2019     | ca. 1000                                   | Studenter gik i optog til regeringskontorer |
| Thailand        | Bangkok                                                                   | 15. marts 2019     | 20 (på foto)                               | Anført af 11-årige Lily |
| Indien          | Hyderabad                                                                 | 15. marts 2019     | over 300                                   | Strejke ved Kasu Brahmananda Reddy National Park |
| Ukraine         | over hele landet                                                          | 15. marts 2019     |                                            | [ 100 ] [ 101 ] [ 102 ] |
| Cypern          | Nicosia                                                                   | 15. marts 2019     | flere hundrede                             | [ 103 ] |
| Grækenland      | Mest i Athen and Thessaloniki                                             | 15. marts 2019     | over 500                                   | [ 104 ] |
| Nord-Makedonien | Skopje                                                                    | 15. marts 2019     | 30-40                                      | |
| Finland         | Helsinki                                                                  | 15. marts 2019     | 3000                                       | [ 105 ] |
| Sverige         | Stockholm                                                                 | 15. marts 2019     | 7000                                       | [ 106 ] [ 107 ] |
| Tjekkiet        | Praha, Brno, Liberec                                                      | 15. marts 2019     | over 1000                                  | Første tjekkiske klimastrejke |
| Tyskland        | Nationwide, 230 locations                                                 | 15. marts 2019     | 300000                                     | Anslået 25000 deltagere i Berlin og 300000 i hele landet |
| Danmark         | København, og 31 andre byer                                               | 15. marts 2019     | tusindvis                                  | [ 113 ] |
| Belgien         | over hele landet                                                          | 15. marts 2019     | 50000                                      | Anslået 30000 deltagere i Brussels |
| Luxembourg      | over hele landet                                                          | 15. marts 2019     | 15000                                      | Anslået 15000 deltagere |
| Frankrig        | over hele landet                                                          | 15. marts 2019     | 168000                                     | Anslået mellem 29000 og 40000 deltagere i Paris (politiets hhv demonstranternes tal |
| Østrig          | over hele landet                                                          | 15. marts 2019     | 30000                                      | Anslået 10500 i Wien |
| Schweiz         | 20 steder                                                                 | 15. marts 2019     | 65000                                      | Anslået 65000 deltagere |
| Italien         | 235 steder                                                                | 15. marts 2019     | over 200000                                | Anslået 100000 deltagere i Milano, 50000 i Napoli, 30000 i Rom, 20000 i Torino, 10000 in Firenze og Genua, 3000 i Bergamo og Bologna, hundredvis i andre byer                                                 |
| Storbritannien  | London, Bristol, Brighton m.fl.                                           | 15. marts 2019     | over 10000                                 | Anslået 10000 i London, tusindvis i andre byer |
| Irland          | 37 steder                                                                 | 15. marts 2019     | 16000                                      | Anslået 11000 i Dublin og 5000 i Cork. |
| Portugal        | Lissabon                                                                  | 15. marts 2019     | tusindvis                                  | [ 125 ] |
| USA             | Mange steder, bl.a. Washington D.C.                                       | 15. marts 2019     | tusindvis                                  | |
| Canada          | Montreal, Kelowna                                                         | 15. marts 2019     | 150000                                     | [ 126 ] |
| Uruguay         | Montevideo                                                                | 15. marts 2019     | flere hundrede                             | Foran parlamentet |
| Antarktis       | Neumayer-Station III                                                      | 15. marts 2019     | 1                                          | Alfred Wegener Institute |
| Marokko         | Rabat                                                                     | 15. marts 2019     | ca. 50                                     | Elever på Rabats amerikanske skole forlod undervisningen for at demonstrere |